# Simon Granmark
Simon Granmark, kallad Angurdolf, födelseår okänt, död omkring 1728. Simon Granmark var same från Åsele lappmark och en av de första samiska skribenterna. Han genomgick Skytteanska skolan i Lycksele och skrevs 1720 in vid Uppsala universitet, där han var teologie student fram till sin bortgång.
År 1723 utfärdades ett kungligt brev till kanslikollegium med befallning om att ABC-böcker och katekeser med både samisk och svensk text snarast skulle tas fram. Ärendet hänsköts till konsistoriet i Härnösand. Eftersom samerna i de olika lappmarkerna talade så olika dialekter uppmanade man tre lappmarkspräster, Olaus Graan i Ume lappmark, Johannes Læstadius i Pite lappmark och Petrus Alstadius i Lule lappmark, att inkomma med varsin ABC-bok. Så skedde också.
År 1725 beslöt konsistoriet att till en början endast trycka ABC-boken från Ume lappmark och att Uppsalastudenten Simon Granmark "som är född lapp må wara brukad til Corrector". Således trycktes Olaus Graans ABC-bok, med de ändringar som Simon Granmark hade föreslagit, år 1726 i 1500 exemplar.
I det mest omfattande standardverket för äldre samisk litteratur, Qvigstads och Wiklunds Bibliographie der lappischen Litteratur (1899), anges Simon Granmark Angurdolf som ABC-bokens översättare. Där framgår också att han även gjorde en översättning av Luthers lilla katekes till samiska. Den utgavs 1726, men finns inte bevarad i svenska bibliotek. Språket i de båda översättningarna uppges vara sydsamiska (närmast kanske umesamiska).